# Lagoa (Algarve)
Lagoa es una ciudad portuguesa perteneciente al distrito de Faro, región del Algarve, cuenta con cerca de 6100 habitantes.
Es sede de un pequeño municipio de 88,50 km² y 23 734 habitantes (2021), subdividido en 4 freguesias. El municipio está limitado al nordeste por el municipio de Silves, al noroeste por Portimão y al sur por el océano Atlántico.

## Demografía
| Gráfica de evolución demográfica de Lagoa entre 1849 y 2021 |
|                                                             |
| Datos según el nomenclátor publicado por el INE portugués.  |

## Freguesias
Las freguesias de Lagoa son las siguientes:
- Estômbar e Parchal
- Ferragudo
- Lagoa e Carvoeiro
- Porches

## Playas
- Praia Grande
- Praia do Pintadinho
- Praia dos Caneiros
- Praia do Mato
- Praia de Carvoeiro
- Praia de Vale de Centeanes
- Praia do Carvalho
- Praia de Benagil
- Praia da Marinha
- Praia do Barranquinho
- Praia de Albandeira
- Praia do Barranco
- Praia Nova
- Praia da Senhora da Rocha
- Praia da Cova Redonda

## Monumentos y lugares de interés
- Iglesia Matriz de Lagoa
- Convento de San José
- Convento de Nuestra Señora del Carmen
- Fuerte de São João do Arade
- Fortaleza de Nossa Senhora da Rocha
- Iglesia de Santiago de Estombar